# Dragomirnai kolostor

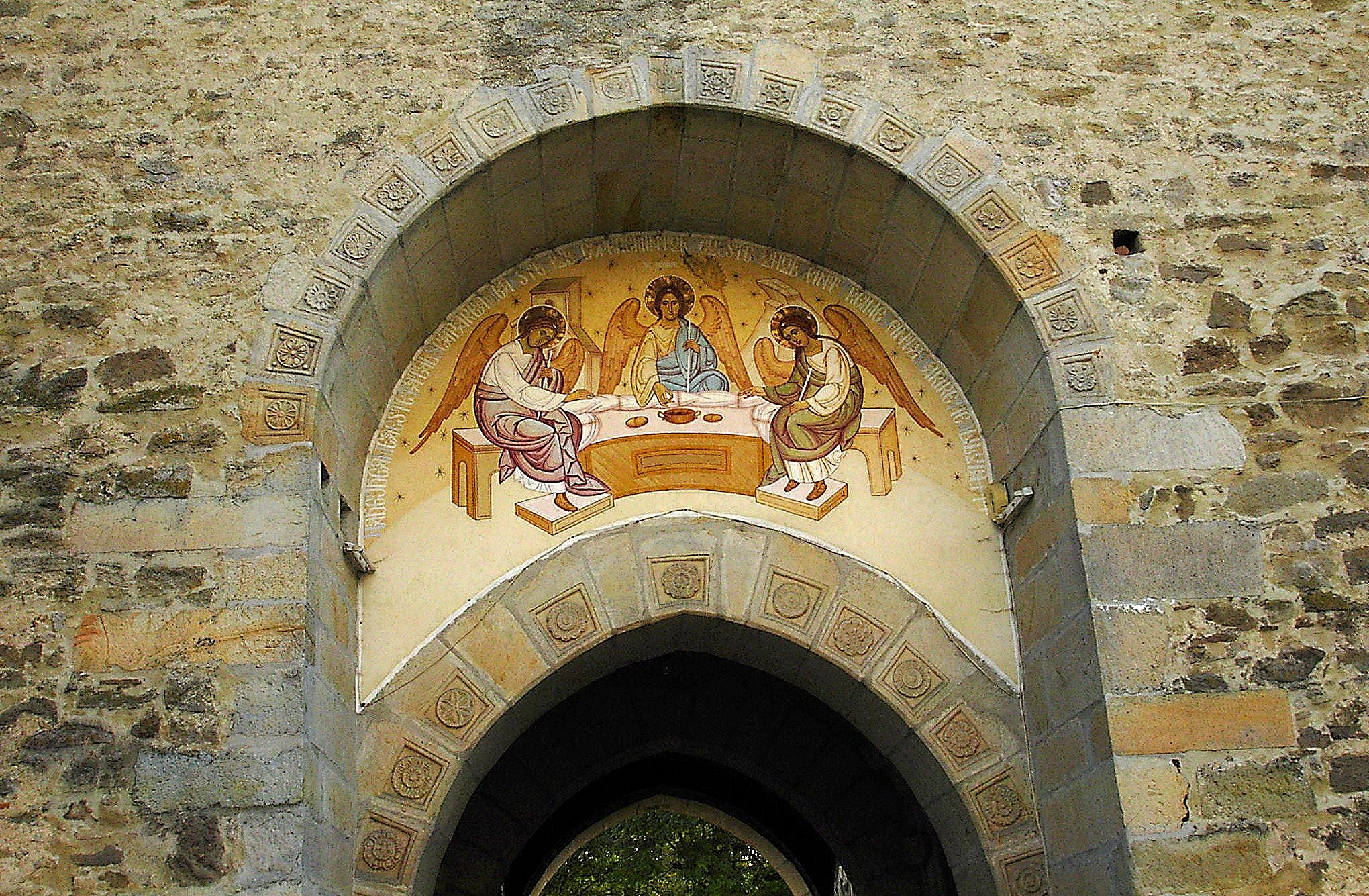
Falikép a bejárati kapubélletben

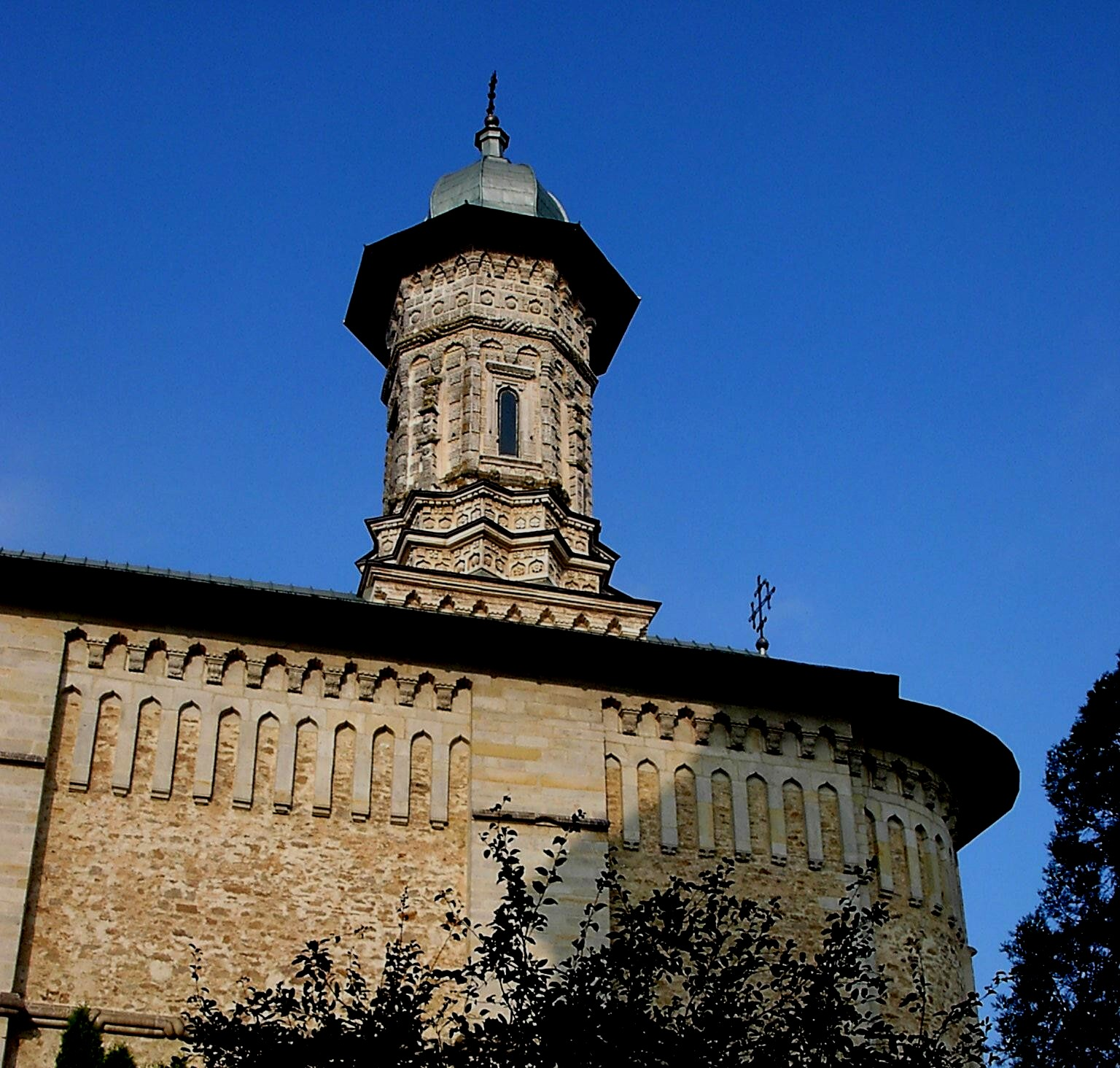
A kolostortemplom homlokzatának részlete

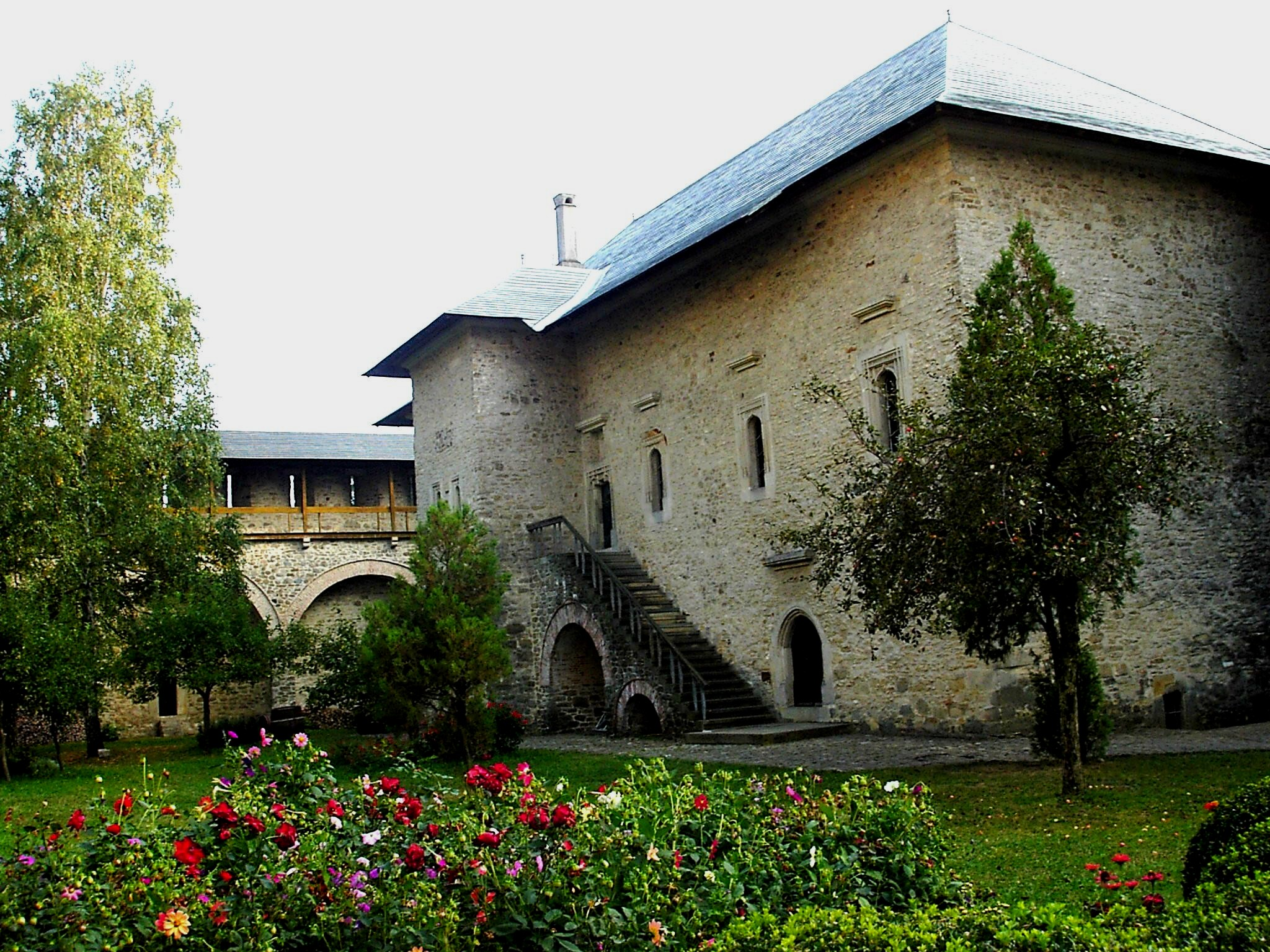
Kolostorudvar

A dragomirnai kolostor Moldva egyik fontos történelmi központja. A romániai műemlékek jegyzékében a SV-II-a-A-05577 sorszámon szerepel.
Anastasie Crimca főpap alapította 1609-ben, aki gazdag moldvai kereskedő fia volt, 1602-ben Radóc püspöke, majd 1608-ban Moldva metropolitája. Gazdag örökségét fejedelmi adományozás révén is gyarapította: a kozákok elleni harcokban kitűnt vitézségével, ezért Petru Șchiopul nagy birtokot juttatott neki, például Dragomirești falut is. A főpap tragikus véget ért. Végzetének oka a hagyomány szerint az volt, hogy a dragomirnai kolostor építésében részt vevő, tapasztalt és ügyes mesterek szebben dolgoztak, mint akiket (II.) Ștefan Tomșa fejedelem (ur.: 1611–1615) fogadott fel Solca kolostorának felépítésére. A hiedelem szerint ez volt az oka annak, hogy az uralkodó Solca kolostorának felszentelésekor erősen összeszólalkozott Anastasie Crimcával. A metropolita menekülésszerű távozásra kényszerült, a fejedelem azonban üldözőbe vette, s amikor utolérte kocsiját, buzogányával fejbe vágta. A főpap ezután rövidesen meghalt Dragomirnában.
A kolostort négy szögletes sarokbástyával erődített, masszív, vastag falak övezik. A védőmű, belső oldalán a falak mentén sorakozó szerzetesi lakhelyekkel, valamint délnyugati részen az úgynevezett Barnovschi-toronnyal, Miron Barnovschi-Movilă uralkodása idején, 1627-ben alakult ki. Főkapujában a boltozott bejárót nehéz tölgyfakapuk zárták. A fölötte emelkedő tornyot nemcsak harangozásra, hanem védelmi és harci célra is használtak.
A kolostortemplomot (Biserica mănăstirii), amely keleti szerzetesi szokás szerint az udvar központjában emelkedik, a 17. század elején építették. Térrendszere moldvai sajátosságok szerint az előtér, majd pronaosz, s végül a naosz, valamint a szentély részéből áll. A bejáratokon, a déli és az északi kapukon keresztül föltárul a sajátos szerkezeti megoldású, csillagboltozatos előtér, amely konzoltámaszos kis oszlopokon nyugszik. A keleti oldalon csúcsíves kapuzat vezet a pronaosz tágas, négyzetes terébe, amelyet a kompozíció hossz-tengelye mentén egymásután két, hevederekre támaszkodó csillagboltozat koronáz meg. Itt található a kolostoralapító Anastasie Crimca metropolita sírja, s a bojárok között állítólag az alkotás építészének, Dimának a síremléke is helyet kapott. A hajó hármas, csúcsíves nyíláson keresztül tűnik fel, amelyet szokásos módon háromkaréjos, athonita típusú térlezárás fog közre. A váz szerkezeti elemei itt is konzolos kis oszlopokon nyugszanak. Ezekre többszintes átmeneti nyaktagozat támaszkodik, a köralaprajzból a nyolcszögbe fonatos bordázat vezet át. Az ablakokkal áttört dobra fekszik fel a nyolcszögalaprajzú, fonatos bordázatú boltozat. A kupolát „Krisztus Pantokrátor” képe díszíti. Az ortodox ikonográfia rendjében elhelyezkedő képek ez alatt, kék alapon, vörös keretezésbe illeszkednek. Figyelemre méltóak az újtestamentumi ciklusban levő Passio realisztikusan megjelenített ábrázolásai. A szentélyrekesztő ikonosztáz gazdagon faragott barokk mestermű, 1793-ban, Solca kolostorából került ide.
A templombelsőt nagyvonalúan egyszerű, helyenként örmény stílusú külső architektúra szervezi egységbe. A homlokzati köpeny részeit felül ívezetes párkány, alatta pedig kötélfonatos vízszintes plasztika fogja össze. E kompozícióba illeszkednek bele a csúcsíves kapuzatok és pálcatagozatos ablakok gótikus keretezésű nyílásai. Az alkotás építészetileg rokon Putna és Szolka kolostoraival.
A kolostormúzeumot (Muzeul de artă feudală religioasă al mănăstirii) a gótikus jellegű egykori étkezőhelyiségben helyezték el. Ülőfülkés ablakok tekintenek a kolostor udvarára. A kiállítás anyagában főként 17. századi evangéliumok és zsoltárszövegek, miniatúrák láthatók. A kolostor temetője a falakon kívül, a kaputól jobbra található. Kis liget veszi körül, a szabadtéri ravatalozó kis gótikus kerti filiálé hatását kelti.

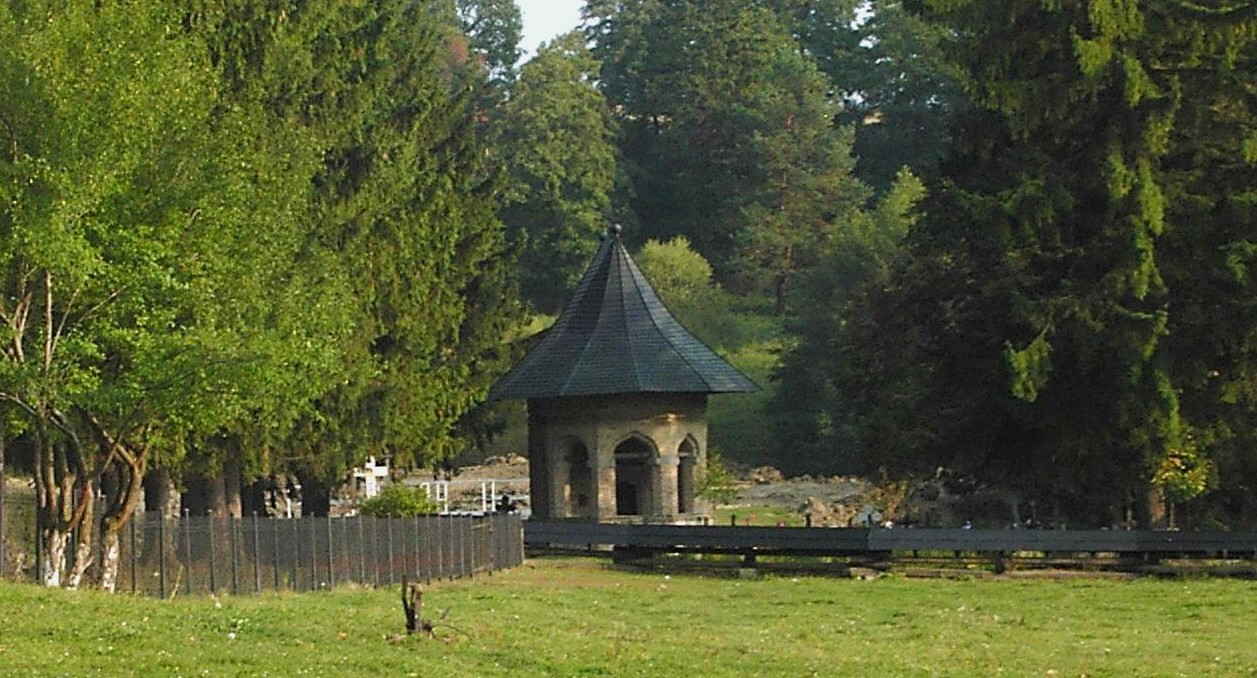
Ravatalozóépítmény a temetőben